# مثبط الأنهيدراز الكربوني
مثبطات الأنهيدراز الكربوني (بالإنجليزية: Carbonic anhydrase inhibitors)‏ هي فئة من المستحضرات الصيدلانية التي تثبط نشاط إنزيم الأنهيدراز الكربوني. وتُستخدم سريريا كعوامل مضادة للزرق، وكمدر البول، ومضادات اختلاج وفي إدراة داء المرتفعات وفي علاج القرحات المعدية والإثني عشرية وفرط الضغط داخل القحف مجهول السبب والاضطرابات العصبية وهشاشة العظام.

## الاستعمالات الطبية
تُستخدم مثبطات الأنهيدراز الكربوني في المقام الأول لعلاج الزرق، ويمكن أن تُستخدم في علاج اضطراب النوبات (الصرع) وغثيان المرتفعات. ولأنها تزيد من ذوبان وطرح حمض البول، يمكن استخدامها في علاج النقرس.

### الزرق
أسيتازولاميد هو مثبط للأنهيدراز الكربوني يُستخدم لعلاج الزرق، الصرع (نادرا)، فرط الضغط داخل القحف مجهول السبب وغثيان المرتفعات.
لتخفيض ضغط العينين، يثبط أسيتازولاميد الأنهيدراز الكربوني ويعيق عمل مضخة الصوديوم، الأمر الذي يُخفظ تكون الخلط المائي ويخفض ضغط العين. تشمل التأثيرات النظامية: زيادة في خسارة الصوديوم والبوتاسيوم والماء في البول، بالإضافة إلى تأثيراته على النبيبات الكلوية حيث يُعاد امتصاص مكونات مهمة من الدم المرشح في الكلية. قد تُظهر غازات الدم حماضا أيضيا بسبب فرط كلوريد خفيف.
ميثازولاميد هو أيضا مثبط أنهيدراز كربوني، ويملك عمر نصف أطول من الأسيتازولاميد ويصاحب استخدامه تأثيرات جانبية أقل على الكلية.

### الصرع
أسيتازولاميد فعالا في علاج معظم أنواع النوبات بما فيها النوبة التوترية الرمعية والنوبات البؤرية وخاصة نوبات الغياب، لكن استخدامه محدود بسبب تطور التحمل مع الاستخدام المزمن. يُستخدم هذا الدواء أحيانا على أساس متقطع لمنع النوبات في الصرع الحيضي.
الدواء المضاد للنوبات وللصداع النصفي المحتوي على الكبريت توبيرامات هو مثبط ضعيف للأنهيدراز الكربوني وخاصة النوعين الفرعيين 2 و4. من غير المعروف ما إذا كان تثبيط هذا الدواء للأنهيدراز الكربوني يساهم في نشاطه السريري. في حالات نادرة، يمكن أن يكون تثبيط الأنهيدراز الكربوني قويا كفاية للتسبب في حماض أيضي مهم سريريا. زونيساميد هو دواء آخر مضاد للنوبات يحتوي على الكبريت مثبط للأنهيدراز الكربوني بقدر ضعيف.